# Трафопост
Трафопостът служи за преобразуване и разпределяне на електрическата енергия, доставена от близка подстанция или малка централа през разпределителната мрежа (10 или 20 kV). За разлика от подстанцията, трафопостът доставя енергия в посока единствено към даден брой крайни физически потребители на ниско напрежение. Той също така може да бъде част от устройството на голяма подстанция.
Добре известно е, че електрическата енергия за бита в България е с напрежение 230 V (може да варира в границите 217 – 253 V) за монофазни и 400 V за трифазни консуматори при честота 50 Hz. Не е възможно това напрежение да доставя електроенергия на големи разстояния. Ето защо, след като се произведе от електроцентрала, напрежението на електроенергията се повишава чрез трансформатори на 110 kV, 220 kV или 400 kV и се доставя чрез електропроводи до подстанцията в близост до даденото населено място. В подстанцията то се понижава обикновено на 10 или 20 kV и се доставя до трафопостовете на отделните квартали или предприятия. Съответно трафопостът понижава напрежението до 230/400 V и захранва отделните потребители.
В най-общи линии трафопостът се състои от три части – разпределителна уредба за средно напрежение (РУ-СН), силов трансформатор и разпределителна уредба ниско напрежение (РУ-НН).
В РУ-СН се монтира комутационната и защитната апаратура. Обикновено комутационните апарати са разединители или мощностни разединители, в много редки случаи силови прекъсвачи. За защита на трансформатора обикновено се използват предпазители със стопяеми вложки. Също така може да се монтират и токови и напреженови трансформатори за измерване на енергията на страна СН или за релейна защита. В последните години на страна СН все по-често се монтират комплектни разпределителни уредби (КРУ).
Силовите трансформатори обикновено са маслени, с естествена циркулация на маслото и охлаждащия въздух. Напрежението им се регулира без товар (в изключено състояние). Също така се използват и сухи силови трансформатори, които имат по-лоши технико-икономически характеристики, но понякога се предпочитат поради факта, че изискванията за място и начин на монтаж са по-леки в сравнение с маслените.
В РУ-НН се извършва разпределянето на електрическата енергия за 230/400 V, състояща се от табло НН, в което е монтирана комутационната и защитната апаратура на изходящите линии от трафопоста.

## Видове
Трафопостовете биват:
- килийни (стария тип)

- комплектни (КТП)

- мачтови[2]

- вградени (приземни, подземни)

- пристроени

Масово се изграждат комплектни трансформаторни постове (КТП). Те са типови решения, като фирмите-производители обикновено имат каталог на КТП-тата, които предлагат. Корпусите им са метални или бетонови (БКТП).